# Список плазунів Нідерландів
Цей список є списком видів плазунів, спостережених на території Нідерландів. Він ґрунтується на даних Reptile Database. Згідно зі списком у Нідерландах зафіксовано 13 видів плазунів: 6 видів черепах, 4 види ящірок та 3 види змій.

## Ряд Лускаті (Squamata)
Найбільший ряд плазунів. До лускатих включають змій та ящірок. Налічує понад 5 тис видів, з них у Нідерландах трапляється 7 видів.

### Родина Веретільницеві (Anguidae)
| Українська назва                  | Нідерландська назва | Латинська назва | Автор таксона  | Статус МСОП | Поширення у Нідерландах                                                                               | Зображення |
| Ряд: Лускаті (Squamata)           |                     |                 |                |             | |            |
| Родина: Веретільницеві (Anguidae) |                     |                 |                |             | |            |
| Веретільниця ламка                | Hazelworm           | Anguis fragilis | Linnaeus, 1758 | LC          | У Нідерландах поширений на всій території. Досить рідкісний, але не перебуває під загрозою зникнення. |            |

### Родина Ящіркові (Lacertidae)
| Українська назва              | Нідерландська назва   | Латинська назва  | Автор таксона     | Статус МСОП | Поширення у Нідерландах                                   | Зображення |
| Ряд: Лускаті (Squamata)       |                       |                  |                   |             |                                                           |            |
| Родина: Ящіркові (Lacertidae) |                       |                  |                   |             |                                                           |            |
| Ящірка прудка                 | Zandhagedis           | Lacerta agilis   | Linnaeus, 1758    | LC          | Досить поширений вид на більшій території країни          |            |
| Ящірка мурова                 | Muurhagedis           | Podarcis muralis | (Laurenti, 1768)  | LC          | Досить поширений вид на більшій території країни          |            |
| Ящірка живородна              | Levendbarende hagedis | Zootoca vivipara | von Jacquin, 1787 | LC          | Звичайний на сході та півдні країни, рідкісний на заході. |            |

### Родина Полозові (Colubridae)
| Українська назва              | Нідерландська назва | Латинська назва     | Автор таксона  | Статус МСОП | Поширення у Нідерландах            | Зображення |
| Ряд: Лускаті (Squamata)       |                     |                     |                |             |                                    |            |
| Родина: Полозові (Colubridae) |                     |                     |                |             |                                    |            |
| Мідянка звичайна              | Gladde slang        | Coronella austriaca | Laurenti, 1768 | LC          | Звичайний на сході і півдні країни |            |

### Родина Вужеві (Natricidae)
| Українська назва            | Нідерландська назва | Латинська назва  | Автор таксона    | Статус МСОП | Поширення у Нідерландах           | Зображення |
| Ряд: Лускаті (Squamata)     |                     |                  |                  |             |                                   |            |
| Родина: Вужеві (Natricidae) |                     |                  |                  |             |                                   |            |
|                             | Ringslang           | Natrix helvetica | (Lacépède, 1789) | LC          | На півдні країни досить поширений |            |

### Родина Гадюкові (Viperidae)
| Українська назва             | Нідерландська назва | Латинська назва | Автор таксона  | Статус МСОП | Поширення у Нідерландах   | Зображення |
| Ряд: Лускаті (Squamata)      |                     |                 |                |             |                           |            |
| Родина: Гадюкові (Viperidae) |                     |                 |                |             |                           |            |
| Гадюка звичайна              | Adder               | Vipera berus    | Linnaeus, 1758 | LC          | Спорадично по всій країні |            |

## Ряд Черепахи (Testudines)
У світі відомо понад 230 видів черепах, з яких у Нідерландах спостерігалися 6 видів.

### Родина Морські черепахи (Cheloniidae)
| Українська назва                       | Нідерландська назва    | Латинська назва        | Автор таксона  | Статус МСОП | Поширення у Нідерландах                                      | Зображення |
| Ряд: Черепахи (Testudines)             |                        |                        |                |             |                                                              |            |
| Родина: Морські черепахи (Cheloniidae) |                        |                        |                |             |                                                              |            |
| Довгоголова морська черепаха           | Onechte karetschildpad | Caretta caretta        | Linnaeus, 1758 | EN          | У Нідерландах було задокументовано кілька висаджень на берег |            |
| Зелена черепаха                        | Soepschildpad          | Chelonia mydas         | Linnaeus, 1758 | EN          | У Нідерландах було задокументовано кілька висаджень на берег |            |
| Бісса                                  | Karetschildpad         | Eretmochelys imbricata | Linnaeus, 1766 | CR          | У Нідерландах було задокументовано кілька висаджень на берег |            |

### Родина Безщиткові черепахи (Dermochelyidae)
| Українська назва                             | Нідерландська назва | Латинська назва      | Автор таксона    | Статус МСОП | Поширення у Нідерландах                                                                                      | Зображення |
| Ряд: Черепахи (Testudines)                   |                     |                      |                  |             | |            |
| Родина: Безщиткові черепахи (Dermochelyidae) |                     |                      |                  |             | |            |
| Шкіряста черепаха                            | Lederschildpad      | Dermochelys coriacea | (Vandelli, 1761) | VU          | Вид рідко зустрічається в Північному морі, і лише у виняткових випадках екземпляри потрапляють у Нідерланди. |            |

### Родина Прісноводні черепахи (Emydidae)
| Українська назва                        | Нідерландська назва      | Латинська назва   | Автор таксона                 | Статус МСОП | Поширення у Нідерландах                                     | Зображення |
| Ряд: Черепахи (Testudines)              |                          |                   |                               |             |                                                             |            |
| Родина: Прісноводні черепахи (Emydidae) |                          |                   |                               |             |                                                             |            |
| Болотна черепаха європейська            | Europese moerasschildpad | Emys orbicularis  | (Linnaeus, 1758)              | NT          | Зрідка трапляється на півдні країни, в інших регіонах вимер |            |
| Червоновуха черепаха звичайна           | Lettersierschildpad      | Trachemys scripta | (Thunberg and Schoepff, 1792) | LC          | Інтродукований                                              |            |